# Гвинеја на Светском првенству у атлетици на отвореном 2015.
Гвинеја је учествовала на Светском првенству у атлетици на отвореном 2015. одржаном у Пекингу од 22. до 30. августа тринаести пут. Репрезентацију Гвинеје представљао је један такмичар који се такмичио у трци на 100 метара.
На овом првенству Гвинеја није освојила ниједну медаљу, а такмичар је остварио лични рекорд.

## Учесници
Мушкарци:
- Мохамед Ламине Дансоко — 100 м

## Резултати

### Мушкарци
| Атлетичар              | Дисциплина | Лични рекорд | Предтакмичење | Предтакмичење | Квалификације        | Квалификације        | Полуфинале           | Полуфинале           | Финале               | Финале       | Детаљи |
| Атлетичар              | Дисциплина | Лични рекорд | Резултат      | Место         | Резултат             | Место                | Резултат             | Место                | Резултат             | Место        | Детаљи |
| ---------------------- | ---------- | ------------ | ------------- | ------------- | -------------------- | -------------------- | -------------------- | -------------------- | -------------------- | ------------ | ------ |
| Мохамед Ламине Дансоко | 100 м      |              | 11,11 ЛР      | 7. у гр 1     | Није се квалификовао | Није се квалификовао | Није се квалификовао | Није се квалификовао | Није се квалификовао | 60 / 68 (71) |        |